# Tommy Casey
Thomas „Tommy“ Casey (* 11. März 1930 in Comber; † 13. Januar 2009 in Nailsea) war ein nordirischer Fußballspieler. Nach seinem Karrierebeginn beim nordirischen Klub Bangor FC spielte er ab 1949 im englischen Ligafußball für Leeds United, AFC Bournemouth, Newcastle United, FC Portsmouth und Bristol City. 1955 gewann er mit Newcastle den FA Cup. Im selben Jahr debütierte er in der nordirischen Nationalmannschaft. Mit dieser nahm er an der Weltmeisterschaft 1958 teil. Nach seinem Karriereende Mitte der 1960er Jahre arbeitete er als Trainer und war dabei unter anderem auch in Island und Norwegen tätig.
Sein Enkel Connor Pain lief für die australische Nationalmannschaft auf.